# Лісосмуга

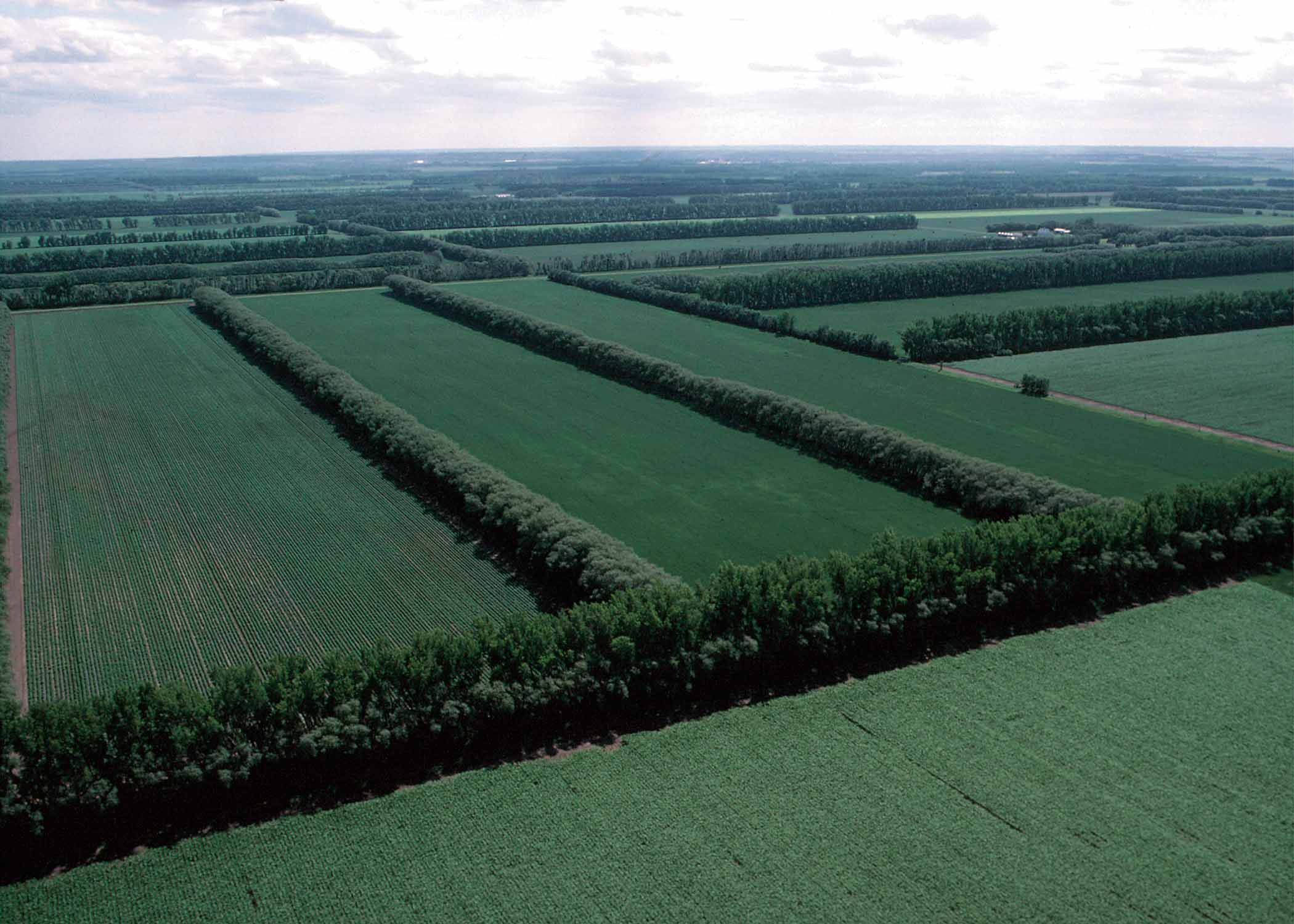
Лісові смуги в Північній Дакоті

Полезахиснá лісосму́га, посадка (вітрозахист) — штучні лісові насадження, які створюються на полях, рівнинах і на схилах (до 1,5(2)°) сільськогосподарських земель на межах полів, заради захисту посівів від суховіїв, пилових бур, для поліпшення водного стану ґрунту й запобігання його ерозії, підвищення врожайності сільськогосподарських культур, для покращення на полях мікроклімату, снігозатримання, боротьби з дефляцією, збереження і покращення родючості ґрунтів. Вони також відіграють велику загальноекологічну роль.
Вперше вітрозахисні рослинні засоби, використовували шотландські селяни XVIII ст., для освоєння малоплідних земель. Потужний вітер збільшує показник охолодження, завдяки чому температура здається значно холоднішою. На додаток, вітри завдають шкоди будівлям, огорожам, транспортним засобам та іншому майну  — як від фізичної сили вітру, так і через вплив твердих частинок, що переносяться вітром. Вітролом, є живою перешкодою з дерев і кущів з достатньою висотою і щільністю, для створення «тіні від вітру», зменшеної швидкості вітру.

## Загальне
Якщо узагальнити, вітрозахисна смуга — насадження, яке зазвичай складається з одного або кількох рядів дерев чи високих кущів, посаджених так, щоби забезпечити захист від вітру на деякій ділянці, від сонця, та убезпечити ґрунт від деградації. Якщо їх улаштувати правильно, вітрозахисні перегородки навколо будинку, можуть зменшити витрати на опалення й охолодження та заощадити енергію. Також вирощують вітрозахисні смуги, щоби не допустити занесення снігу на автомобільні дороги чи у двори. Селяни інколи використовували вітрозахисні смуги, щоб утримувати снігові замети на сільськогосподарських угіддях, які забезпечуватимуть воду, коли сніг тане навесні чи у відлигу. Вітрозахисні смуги та наприклад фруктові культури, можна поєднувати в сільськогосподарському способі вирощування, який називається алейним посівом, або розгортати вздовж прибережних буферних смуг. Тобто поля засаджують рядами різних культур, в оточенні смуг захисних дерев. Алейне вирощування було особливо успішним в Індії, Африці та Бразилії, де виробники кави сумістили сільське та лісове господарство
Подальші способи використання захисної смуги — захистити ферму від головної дороги чи автостради. Це покращувало краєвид навколо ферми, зменшуючи зорове вторгнення автомагістралі, водночас пом’якшуючи гуркіт від транспорту і створювало безпечну перегородку між сільськогосподарськими тваринами (худобою) та дорогою. 
Використовуються також огорожі, які називаються «вітрозахистами». Зазвичай виготовлені з бавовни, нейлону, полотна та перероблених вітрил, вітрозахисні щити, здебільшого, мають три або більше заслонів, які утримуються на місці за допомогою жердин, котрі ковзають у кишенях, вшитих у завіси. Потім стовпи забивають у землю і створюють вітрозахисну стіну. Вітрозахисні огородження або «вітрові огорожі» використовуються для зменшення швидкості вітру над ділянками, що піддаються ерозії, як-от відкриті поля, промислові склади та запилені промислові підприємства. Оскільки ерозія пропорційна швидкості вітру в кубі, зменшення швидкості вітру на 1/2 (наприклад) зменшить ерозію на 87,5%. Захищені, безвітряні ділянки землі, створені вітрозахисними смугами, називають вітровими тінями.

## Вітрозахисна аеродинаміка

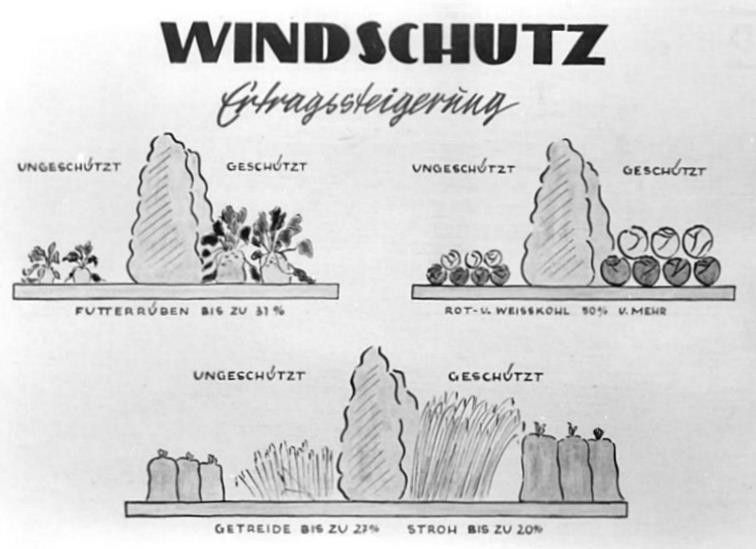
Східнонімецький рекламний плакат про вітрозахисні засоби, 1952.

По суті, коли вітер стикається з пористою перешкодою на зразок вітрозахисної смуги або лісосмуги, тиск повітря збільшується (просто кажучи, повітря накопичується) з навітряного боку і (навпаки) тиск повітря знижується з підвітряного боку. У підсумку повітряний потік, що наближається до перешкоди, сповільнюється, і частина його зміщується вгору та над перегородкою, що призводить до появи вгорі струменя з більшою швидкістю вітру. Залишок набіглого повітряного потоку, що був затриманий у своєму наближенні, тепер просочується крізь лісосмугу до її нижнього краю, підштовхуваний зниженням тиску по ширині захисної смуги; з’являючись з підвітряного боку, цей повітряний потік тепер ще більше затримується несприятливим градієнтом тиску, через те що з підвітряного боку заслону, зі збільшенням відстані під вітром тиск повітря знову відновлюється до рівня навколишнього середовища. Наслідком є те, що найменша швидкість вітру виникає не на, або всередині вітрозахисної смуги, ані на її краю що йде під вітром, а далі за вітром – зазвичай, на відстані приблизно втричі-вп'ятеро більшій за висоту вітрозахисної смуги H. Після цієї точки швидкість вітру відновлюється за допомогою перенесення імпульсу вниз від вищерозташованого потоку, що рухається швидше. З точки зору усереднених за Рейнольдсом рівнянь Нав’є–Стокса, ці явища можна зрозуміти як наслідок втрати імпульсу, спричиненого опором листя та гілок, і може буде представлено об'ємною силою fi (розподілене поглинання імпульсу).

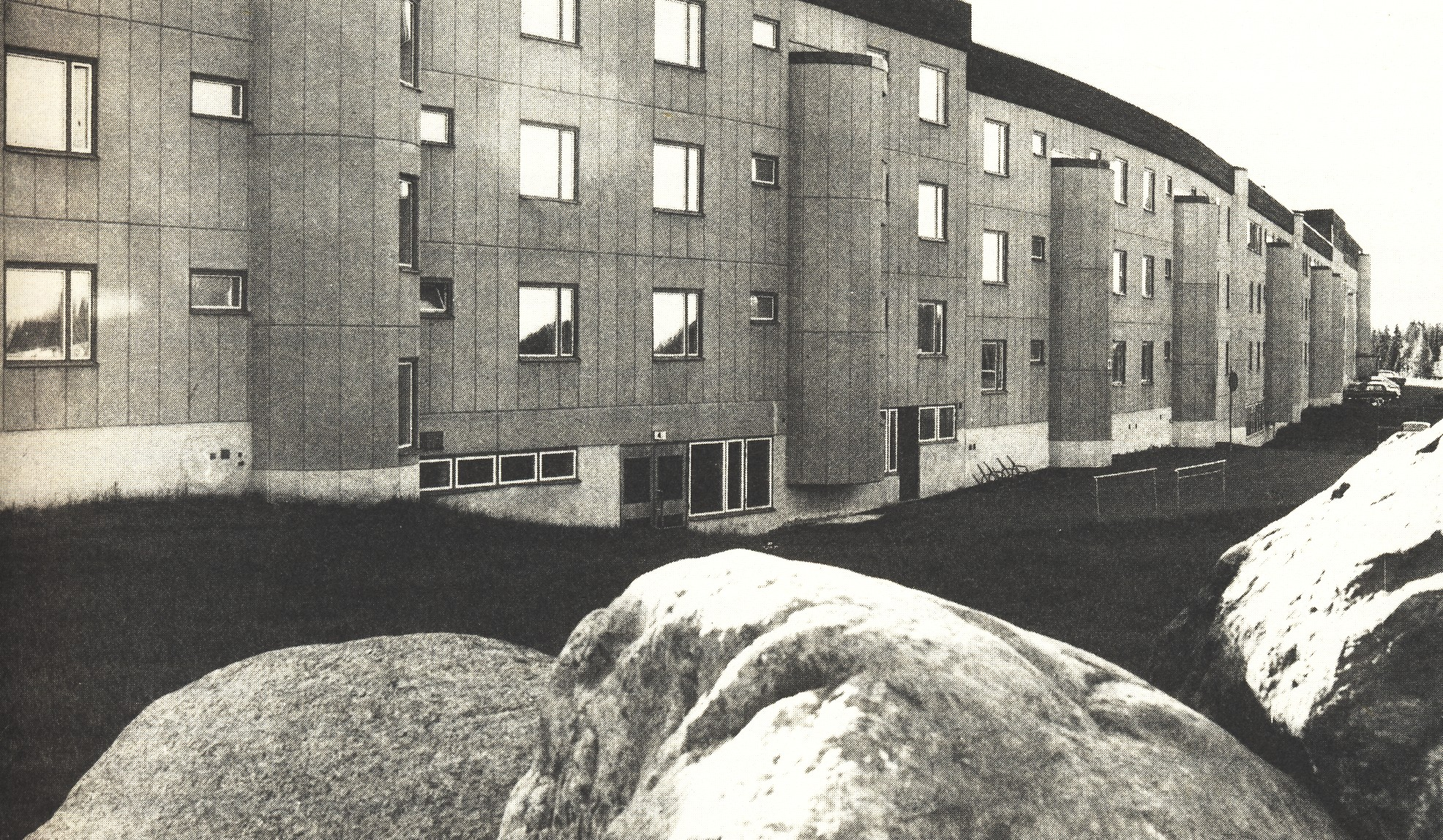
Одна з особливих довгих споруд у Сваппаваарі (північ Швеції), яка утворює довгу смугу що захищає містечко від холодних вітрів.

Крім того, що середня (розподілена) швидкість вітру знижується з підвітряного боку укриття, вітер також менш поривчастий, оскільки турбулентні коливання потоку також гасяться. Як наслідок, турбулентне вертикальне перемішування слабше з підвітряного боку лісосмуги, ніж проти вітру, і виникають цікаві вторинні мікрокліматичні впливи. Наприклад, вдень відчутне тепло, яке піднімається від землі внаслідок поглинання сонячного світла, змішується вгорі менш дієво з підвітряного боку вітрозахисної смуги, у підсумку чого температура повітря там біля землі дещо вища, ніж з навітряного боку. Зазвичай, це явище послаблюється зі збільшенням відстані за вітром, і справді, за 8 висот (захисної перегородки) нижче за плином вітру, може існувати місце яке насправді холодніше, ніж проти вітру.

## Користь
Ширина ділянки, на якій помітно підвищується врожайність сільськогосподарських культур, становить 40-кратну висоту дерев лісової смуги. Завдяки зменшенню швидкості вітру на полях між лісосмугами, значно слабшає некорисне випаровування вологи з поверхні ґрунту, зокрема від надмірної транспірáції.
Полезахисна лісосмуга перешкоджає також здуванню снігового покриву в яри та балки, а на орних схилах сприяє кращому вбиранню ґрунтом зливових і талих вод, запобігаючи стіканню їх поверхнею землі. Це захищає ґрунт від ерозії. На захищених лісосмугами полях поліпшуються фізичні властивості ґрунту, вологість приземного шару повітря тут вища, ніж у відкритому полі, а температурний режим для теплолюбних рослин сприятливіший. Врожайність зернових культур водночас, підвищується в середньому на 2-3 ц/га. Полезахисні лісосмуги корисні ще й тим, що вони дають насіння деревних порід, фрукти, а під час проріджування — деревину й хмиз. Медоносність багатьох деревних та кущових порід, сприяє зростанню продуктивності бджільництва. Велике значення має й оздоровлення та прикрашання місцевості лісовими смугами. Там оселяються птахи, які винищують шкідливих комах і гризунів.
Іншими перевагами, є сприяння мікроклімату навколо посівів (з трохи меншим висиханням і охолодженням вночі), забезпечення середовища існування та перепочинку для диких тварин
Юридичне положення щодо лісових смуг повинно бути врегульоване законодавством України. Проте, не було встановлено їхніх нормативних розмірів. Законодавство містить лише деякі умови стосовно обмеження вирубок лісу цієї категорії.
На думку професора Пилипенка Олексія Івановича, полезахисні лісові смуги — це восьме диво світу, рідкісний приклад, коли людина з користю взаємодіє з природою.

### Воєнні дії
Під час війни на сході України, і особливо впродовж російської навали у лютому 2022 року, лісосмуги використовуються українськими бійцями для приховування пересування власних військ, розвідки, непомітного розміщення військової техніки та особового складу, що дуже важливо для степових умов в Україні.
Водночас, треба зауважити, що звичайно і ворожі війська використовують лісосмуги для власних військових потреб. Голова ГО «Екосенс» із Запоріжжя Тетяна Жавжарова, грудень 2022 року:

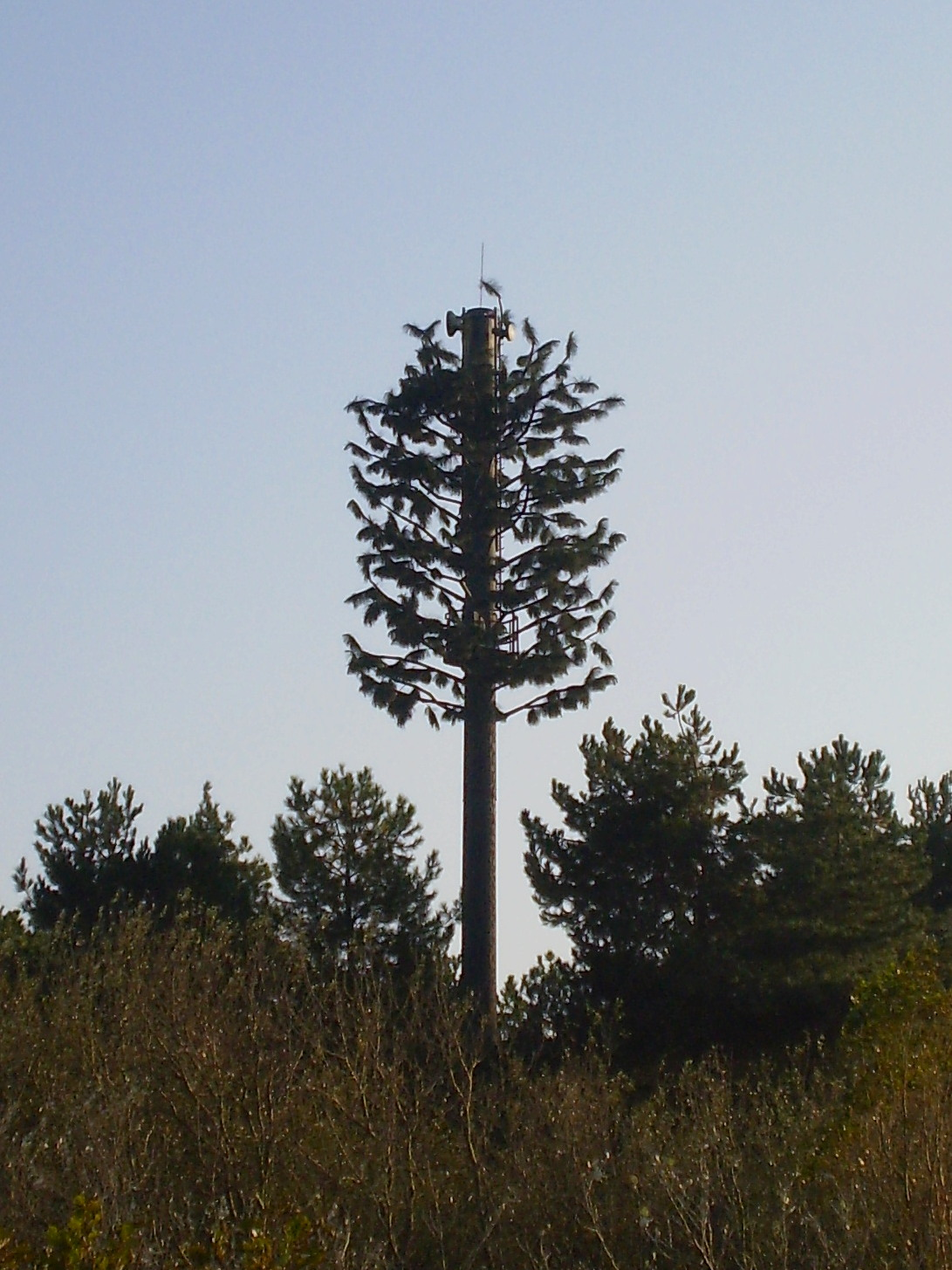
Щогла передавача, прикрашена як дерево, поблизу Блумендаль-ан-Зі, Нідерланди

«Також лісосмуги зараз стали єдиним джерелом дров або матеріалом для будівництва якихось землянок. Є дослідження української природоохоронної групи, що знищення лісосмуг вже влітку 2023 року, може призвести до збільшення спеки на теренах Запорізької області, до збільшення сухості повітря, пилу та зниження загального добробуту людей».
Зрештою зрозуміло, що по лісосмугах завдаються артилерійські та інші удари а відновлення насаджень дерев потребуватиме десятки років. Водночас, генетично видозмінений різновид дерев, може рости набагато швидше, ніж незмінені відомі зразки насаджень. Деякі з таких сортів ще досі розробляються. Такі дерева, які швидко ростуть, можуть бути висаджені для збирання більшого врожаю, і вони здатні поглинати вуглекислий газ швидше, ніж дерева, котрі ростуть повільніше. Перед цим, звичайно, ушкоджені війною вітрозахисні насадження, треба буде розмінувати від ворожих мін.
Можливо згодом Україні варто взяти приклад у Китаю і створити Великий зелений мур вздовж усього кордону.

## Цікаві факти
В Україні, ще з довоєнних часів та до кінця 1970-х років, був дуже поширеним звичай, виготовлення учнями шкіл та їхніми батьками снігозахисних щитів, які встановлювалися вздовж лісосмуг та польових доріг для затримки снігу на полях.